# Max Rossmann (Maler)
Max Ludwig Rossmann (* 16. April 1889 in München; † 27. November 1961 ebenda) war ein deutscher Maler.

## Leben und Werk
Max Rossmann entstammte einer Künstlerfamilie. Er war der Sohn des Malers und Bildhauers Max Georg Rossmann. Auch seine Mutter Lilly (1873–1951) war Malerin und Kostümbildnerin, ebenso der Großvater, der Vohenstraußer Historien- und Glasmaler Johan Baptist Rossmann (1836–1885) sowie der Onkel, der in Breslau an der Kunstakademie tätige Maler, Grafiker und Illustrator Hans Rossmann.
Nach einer Ausbildung bei seinem Vater begann Rossmann im Oktober 1912 ein Studium an der Münchener Akademie, zunächst in der Zeichenschule bei Martin Feuerstein. Nach dem Studium war er in München ansässig. Sein Schaffen bestand vorwiegend aus Landschafts- und Architekturbildern sowie Miniaturen. Rossmann war Mitglied im Deutschen Künstlerbund und in der Zeit des Nationalsozialismus in der Reichskammer der bildenden Künste. Er war 1938 und 1939 auf der Großen Deutschen Kunstausstellung in München vertreten.

## Werke (Auswahl)
- Abbruch der Reichsbank in München (Öl; 1938 auf der Großen Deutschen Kunstausstellung von Hitler erworben)[4]
- Abbruch der Matthäuskirche in München (Öl; 1938 auf der Großen Deutschen Kunstausstellung von Hitler erworben)[5]